# Limenitis pseudagrias
Limenitis pseudagrias är en fjärilsart som beskrevs av Hans Fruhstorfer 1908. Limenitis pseudagrias ingår i släktet Limenitis och familjen praktfjärilar. Inga underarter finns listade i Catalogue of Life.